# 青岛馆陶路近代建筑
青岛馆陶路近代建筑位于中国山东省青岛市市北区馆陶路、堂邑路，2006年被列为山东省文物保护单位。包含下列子项：
- 横滨正金银行青岛支店旧址：馆陶路1号
- 三菱洋行旧址：馆陶路3号
- 英国汇丰银行青岛分行旧址：馆陶路5号
- 朝鲜银行青岛支行旧址：馆陶路12号
- 齐燕会馆旧址：馆陶路13号
- 青岛取引所旧址：馆陶路22号
- 青岛日本商工会议所旧址：馆陶路24号
- 丹麦驻青领事馆旧址：馆陶路28号
- 日本大连汽船株式会社青岛支店旧址：馆陶路37号
- 三井洋行旧址：堂邑路11号